# Kraftwerk Giessen
Das Wasserkraftwerk Giessen liegt an der Thur bei Nesslau-Krummenau, im südlichen Toggenburg. Das Werk gehört zur St. Gallisch-Appenzellische Kraftwerke AG und produziert jährlich rund 5,8 GWh.

## Geschichte
Seit 1896 betrieb die Firma Kuhn und Grob ein Elektrizitätswerk „am Giessen“ in Nesslau. Zwei Maschinengruppen zu je 80 PS nutzten ein Gefälle von 24 m aus. Im Jahre 1904 erfolgte ein Ausbau, in dessen Konzept ein Vorläufer moderner Pumpspeicherwerke zu erkennen ist. Die sogenannte Hochdruckakkumulieranlage verwendete überschüssige Nachtenergie, indem sie das Wasser der Thur in ein 150 m über dem Maschinenhaus gelegenes Reservoir hinaufpumpte. Dessen Inhalt stand einer 45-PS-Hochdruckturbine zur Verfügung, die bei erhöhtem Strombedarf die Netzbelastung stützte. 1908 wurde ein 90-PS-Benzinmotor eingebaut.
1914 ging das Kraftwerk in die Hände der St. Gallisch-Appenzellische Kraftwerke AG über. Als im Zuge der Erweiterung des Kraftwerks Kubel ein 950-kVA-Generator frei wurde, bekam dieser 1920/21 im Kraftwerk Giessen einen neuen Standort. Um diesen Generator anzutreiben, wurden zwei neue 500-PS-Francisturbinen eingebaut.
Nach 40 Jahren Betrieb wurde die Anlage 1960/61 gesamterneuert. In unmittelbarer Nähe flussaufwärts entstand ein neues Maschinenhaus, mit einer vertikalen Kaplanturbine mit aufgebautem 1400-kVA-Generator. 1970/71 wurde die alte Druckleitung ersetzt.
2001 fand der bisher letzte Ausbau statt. Das Zentralgebäude wurde um 12 m verlängert, damit zwei neue vertikale Kaplanturbinen mit einem Gefälle von 23 m eingebaut werden konnten.